# Општина Брвеница
Општина Брвеница је једна од 9 општина Полошког региона у Северној Македонији. Седиште општине је истоимено село Брвеница.

## Положај
Општина Брвеница налази се у северозападном делу Северне Македоније. Са других страна налазе се друге општине Северне Македоније:
- север — Општина Тетово
- исток — Општина Желино
- југ — Општина Македонски Брод
- југозапад — Општина Гостивар
- запад — Општина Врапчиште
- северозапад — Општина Боговиње

## Природне одлике
Рељеф: Општина Брвеница својом западном половином обухвата средишњи део плодне и густо насељене Полошке котлине и суседне висове источно од ње. Источна половина општине је изразито планина — Сува гора.
Клима у нижем делу општине влада умерено континентална клима, а у вишем делу влада њена оштрија планинска варијанта.
Воде: Најважнији ток у општини је река Вардар. Сви мањи водотоци су њене притоке.

## Становништво
Општина Брвеница имала је по последњем попису из 2002. г. 15.855 ст., од чега у седишту општине, селу Брвеници, 2.918 ст. (18%). Општина је средње густо насељена.
Национални састав по попису из 2002. године био је:
|           | Број   | Постотак |
| Укупно    | 15.855 | 100%     |
| Албанци   | 9.770  | 61,6%    |
| Македонци | 5.949  | 37,5%    |
| остали    | 136    | 0,9%     |

## Насељена места
У општини постоје 10 насељених места, сва са статусом села:
| - Брвеница - Блаце - Волковија - Доње Седларце - Ђурђурница | - Милетино - Радијовце - Стенче - Теново - Челопек |  |